# Phaethusavis pelagicus
Phaethusavis pelagicus — викопний вид морських птахів родини фаетонових (Phaethontidae), що існував в ранньому еоцені (56-48 млн років тому). Проксимальний відділ плечової кістки був виявлений у місцевості Сіді Дауї на заході Марокко.